# 読切美人
『読切美人』（よみきりびじん）は、フジテレビと東海テレビの2局で放送された深夜番組である。フジテレビでは1987年10月から1988年9月まで放送された。

## 概要
女性出演者が本を朗読する様子を、独自の演出を交えながら映していた番組である。照明を落し気味にし、淫靡な感じの装飾を施したスタジオの中で、女性が1人スタジオの中央に設置された椅子やバスタブ等のセットの中で朗読するというスタイルで番組は進行。番組の前半15分ではその当時のベストセラー書籍の朗読が、後半10分ではフランス書院などが出版する官能小説の朗読が行われた。
また、毎回実施されていたわけではなかったが、後半枠の導入部では男性インタビュアーがその回の朗読担当者に対し行うインタビューも併せて放送されていた。これは、アダルトビデオのオープニングのように朗読担当者だけを映し、男性インタビュアーがカメラの視野外から彼女と1分間とりとめのない会話や質問をするというものだった。その間、まるで朗読担当者の全身を嘗め回すかのような巧みなカメラワークでパンしていくのが特徴的だった。同時に、朗読担当者のプロフィールがテロップで表示された。

## 出演者
本の朗読を担当していた女性は、テレビ番組や映画などで日常的に目にするタレントや女優ではなく、女優の卵やアナウンサーの卵、ストリッパー、AV女優などといった人物だった。日本テレビ入社前で早稲田大学に通っていた頃の藪本雅子もこの番組に出演したことがある。

## 放送局・放送時間
フジテレビでは『JOCX-TV2』枠で毎週金曜28:30頃から放送。ネット局の東海テレビでは『スーパーナイト24』枠第4部（週によっては第3部）の番組として放送された。